# Michael A. Stackpole

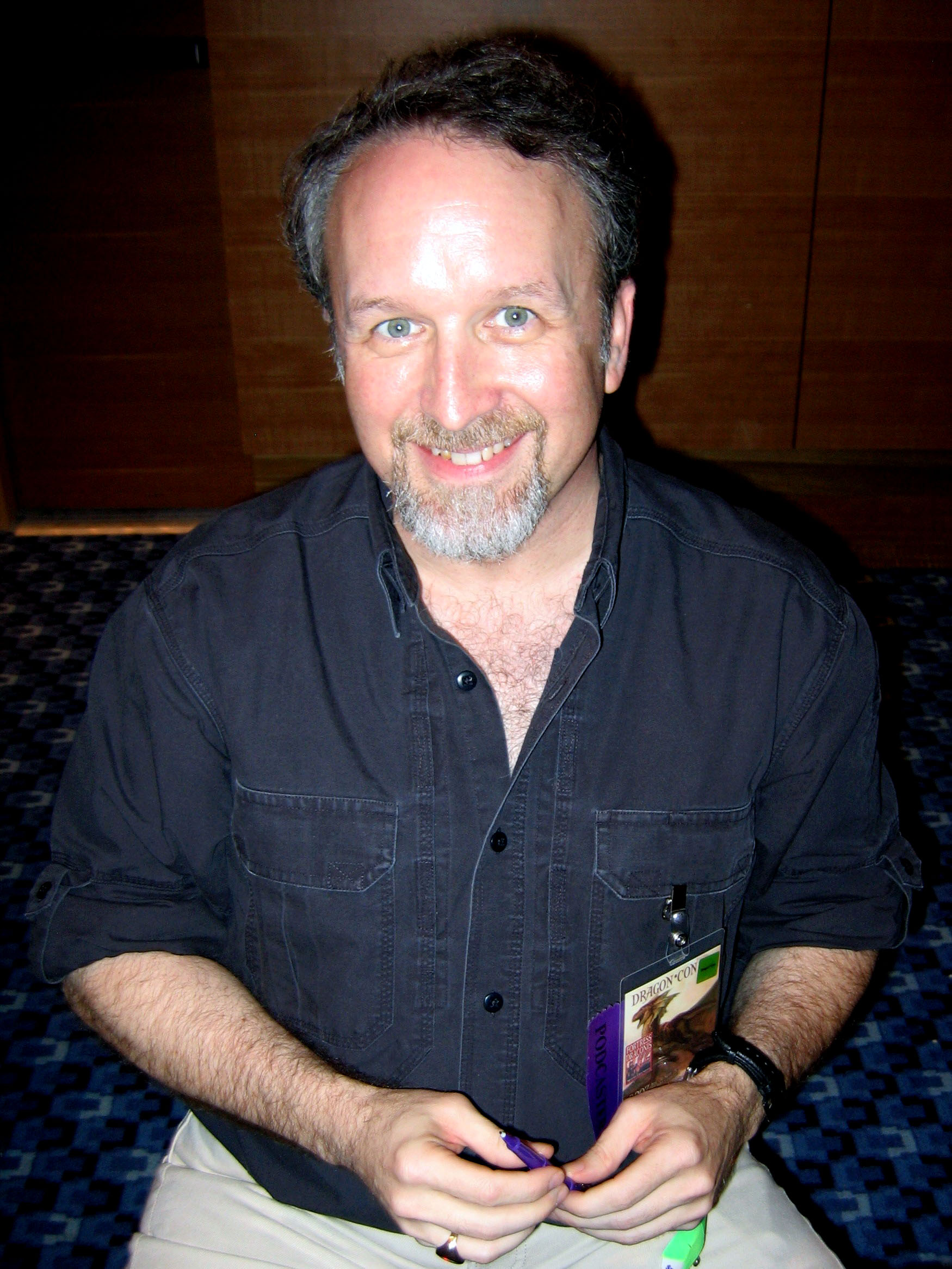
Michael A. Stackpole (2007)

Michael A. Stackpole (* 1957 in Wausau, Wisconsin) ist ein US-amerikanischer Science-Fiction- und Fantasyautor, sowie Spiele- und Computerspieleentwickler. Als Autor bekannt wurde er durch seine Mitarbeit bei der X-Wing-Reihe, die im Star-Wars-Universum angesiedelt ist und bei der Battletech-Romanreihe.

## Biographie
Michael A. Stackpole wurde 1957 in Wausau, Wisconsin geboren. Seine Mutter Janet Stackpole war Lehrerin, sein Vater Jim Stackpole ist Kinderarzt. 1975 schloss Stackpole die Rice Memorial High School ab und ging an die University of Vermont, welche er 1979 abschloss. Sein erstes gaming project verkaufte er 1977. Seitdem lebt er in Arizona, bis auf ein viermonatliches Pensum in Hartfort, wo er als Berater für Coleco Industries arbeitet. 1987 stellte ihn die FASA Corporation an, um die Kriegertrilogie der BattleTech-Romane zu schreiben. Ein am 23. März 2001 von David B. Healy entdeckter Asteroid wurde 165612 Stackpole genannt.

## Computerspiele
- Mercenaries, Spies and Private Eyes, Flying Buffalo Inc., 1983
- Wasteland, Interplay Productions, 1987
- The Bard’s Tale III: Thief of Fate, Interplay Productions, 1988
- Wasteland 2, InXile Entertainment, 2013

## Bibliografie

### Warcraft

#### World of Warcraft
- Vol'jin: Shadows of the Horde, Gallery Books 2013, ISBN 978-1-4165-5067-9
  - Vol'jin – Schatten der Horde, Panini 2013, Übersetzer Andreas Kasprzak und Tobias Toneguzzo, ISBN 3-8332-2617-X

### Star Wars

#### Jedi Academy
- I, Jedi, Bantam Spectra 1998, ISBN 3-453-17777-0
  - Der Kampf des Jedi, Heyne 2001, Übersetzer Ralf Schmitz, ISBN 3-453-17777-0

#### Das Erbe der Jedi-Ritter / The New Jedi Order
- 2. Onslaught, LucasBooks / Del Rey / Ballantine 2000, ISBN 0-345-42854-4
  - Die schwarze Flut, Blanvalet 2001, Übersetzer Ralf Schmitz, ISBN 3-442-35673-3
- 3. Ruin, LucasBooks / Del Rey / Ballantine 2000, ISBN 0-345-42856-0
  - Das Verderben, Blanvalet 2002, Übersetzer Ralf Schmitz, ISBN 3-442-35620-2

#### X-Wing
- 1. Rogue Squadron, Bantam Books (UK) 1996, ISBN 0-553-40926-3
  - Angriff auf Coruscant, Blanvalet 1996, Übersetzerin Regina Winter, ISBN 3-442-43158-1
- 2. Wedge’s Gamble, Bantam Books (UK) 1996, ISBN 0-553-40923-9
  - Die Mission der Rebellen, Blanvalet 1997, Übersetzerin Regina Winter, ISBN 3-442-24766-7
- 3. The Krytos Trap, Bantam Books (UK) 1996, ISBN 0-553-40925-5
  - Die teuflische Falle, Blanvalet 1997, Übersetzerin Regina Winter, ISBN 3-442-24801-9
- 4. The Bacta War, Bantam Books (UK) 1997, ISBN 0-553-40924-7
  - Bacta-Piraten, Blanvalet 1998, Übersetzerin Regina Winter, ISBN 3-442-24819-1
- 8. Isard’s Revenge, Bantam Spectra 1999, ISBN 0-553-57903-7
  - Isards Rache, Blanvalet 2000, Übersetzer Heinz Nagel, ISBN 3-442-35198-7

### BattleTech
Alle übersetzt von Reinhold H. Mai.

#### Warrior
- En Garde, FASA 1988, ISBN 1-55560-046-8
  - En Garde, Heyne 1990, ISBN 3-453-04289-1
- Riposte, FASA 1988, ISBN 1-55560-068-9
  - Riposte, Heyne 1990, ISBN 3-453-04310-3
- Coupé, FASA 1989, ISBN 1-55560-073-5
  - Coupé, Heyne 1990, ISBN 3-453-04320-0

#### Das Blut der Kerensky
- Lethal Heritage, FASA 1990, ISBN 1-55560-091-3
  - Tödliches Erbe, Heyne 1992, ISBN 3-453-05390-7
- Blood Legacy, FASA 1990, ISBN 1-55560-092-1
  - Blutiges Vermächtnis, Heyne 1992, ISBN 3-453-05397-4
- Lost Destiny, FASA 1991, ISBN 1-55560-094-8
  - Dunkles Schicksal, Heyne 1992, ISBN 3-453-05836-4

#### Weitere Romane
- Natural Selection, Roc / New American Library 1992, ISBN 0-451-45172-4
  - Natürliche Auslese, Heyne 1993, ISBN 3-453-07242-1
- Assumption of Risk, Roc / New American Library 1993, ISBN 0-451-45283-6
  - Kalkuliertes Risiko, Heyne 1994, ISBN 3-453-07769-5
- Bred for War, Roc / New American Library 1995, ISBN 0-451-45379-4
  - Die Kriegerkaste, Heyne 1995, ISBN 3-453-07964-7
- Malicious Intent, Roc / New American Library 1996, ISBN 0-451-45387-5
  - Abgefeimte Pläne, Heyne 1997, ISBN 3-453-09455-7
- Grave Covenant, Roc / New American Library 1997, ISBN 0-451-45613-0
  - Heimatwelten, Heyne 1998, ISBN 3-453-13342-0
- Prince of Havoc, Roc / New American Library 1998, ISBN 0-451-45706-4
  - Der Kriegerprinz, Heyne 2000, ISBN 3-453-14902-5

### Mechwarrior – Dark Age
- Ghost War, Roc / New American Library 2002, ISBN 0-451-45905-9
  - Geisterkrieg, Heyne 2003, ISBN 3-453-87530-3
- Masters of War, Roc / New American Library 2007, ISBN 0-451-46137-1

### Fantasy

#### The Fiddleback Trilogy
- A Gathering Evil, GDW Books 1991, ISBN 1-55878-092-0
- Evil Ascending, GDW Books 1991, ISBN 1-55878-099-8
- Evil Triumphant, GDW Books 1992, ISBN 1-55878-120-X

#### Mutant Chronicles
- Dementia: The Apostle of Insanity 3, Roc / New American Library 1994, ISBN 0-451-45417-0

#### Realms of Chaos
- 1. A Hero Born, HarperPrism 1997, ISBN 0-06-105680-4
  - Zum Helden geboren, Heyne 2002, Übersetzer Reinhold H. Mai, ISBN 3-453-19647-3
- 2. An Enemy Reborn, HarperPrism 1998, ISBN 0-06-105681-2 (mit William F. Wu)

#### Die Sage der verlorenen Welt / The Age of Discovery
Alle übersetzt von Reinhold H. Mai.
- 1. A Secret Atlas, Bantam Spectra 2005, ISBN 0-553-38237-3
  - Das verlorene Land, Heyne 2005, ISBN 3-453-53018-7
- 2. Cartomancy, Bantam Spectra 2006, ISBN 0-553-38238-1
  - Der Kampf um die alte Welt, Heyne 2006, ISBN 3-453-53060-8
- 3. The New World, Bantam Spectra 2007, ISBN 0-553-38239-X
  - Die neue Welt, Heyne 2008, ISBN 3-453-52748-8

#### Düsterer Ruhm / DragonCrown War
Alle übersetzt von Reinhold H. Mai.
- 1. The Dark Glory War, Bantam Spectra 2000, ISBN 0-553-57807-3
  - Zu den Waffen!, Heyne 2002, ISBN 3-453-21376-9
- 2. Fortress Draconis, Bantam Spectra 2001, ISBN 0-553-37919-4
  - König der Düsterdünen, Heyne 2002, ISBN 3-453-21386-6
  - Festung Draconis, Heyne 2002, ISBN 3-453-86167-1
- 3. When Dragons Rage, Bantam Spectra 2002, ISBN 0-553-37920-8
  - Blutgericht, Heyne 2003, ISBN 3-453-87052-2
  - Drachenzorn, Heyne 2004, ISBN 3-453-87541-9
- 4. The Grand Crusade, Bantam Spectra 2003, ISBN 0-553-37921-6
  - Der große Kreuzzug, Piper 2004, ISBN 3-492-29126-0
  - Die Macht der Drachenkrone, Piper 2005, ISBN 3-492-29127-9
- 5. Perchance to dream, 2004 (Novelle)
  - Die Nacht der düsteren Träume, 2006, ISBN 3-492-29146-5

#### Shadowrun
- 1. Into the Shadows, FASA 1990, ISBN 1-55560-118-9
  - Der Weg in die Schatten, Heyne 1991, ISBN 3-453-05370-2
  - Kurzgeschichtensammlung, darin von Stackpole:

1. Hilft es, wenn ich sag, es tut mir leid?
2. Spiegelfechtereien

- 37. Wolf and Raven, Roc / New American Library 1998, ISBN 0-451-45995-4
  - Wolf und Rabe, Heyne 2000, Übersetzer Christian Jentzsch, ISBN 3-453-17095-4

#### Die königlichen Kolonien / The Crown Colonies
- At the Queen’s Command, Night Shade Books 2010, ISBN 978-1-59780-277-2
  - Krieg der Drachen, Heyne 2012, Übersetzer Reinhold H. Mai, ISBN 3-453-52666-X
- Of Limited Loyalty, Night Shade Books 2011, ISBN 978-1-59780-361-8

### Weitere Bücher
- Tunnels and Trolls: City of Terrors, Corgi 1986, ISBN 055212768X
- Once a Hero, Bantam Spectra 1994, ISBN 0-553-56112-X
  - Es war einmal ein Held, Heyne 1998, Übersetzerin Mina H. Buts, ISBN 3-453-13351-X
- Talion: Revenant, Bantam Spectra 1997, ISBN 0-553-57656-9
  - Der Weg des Richters, Heyne 2001, Übersetzer Reinhold H. Mai, ISBN 3-453-18826-8
- Eyes of Silver, Bantam Spectra 1998, ISBN 0-553-56113-8
  - Silberauge, Heyne 1999, Übersetzer Reinhold H. Mai, ISBN 3-453-11934-7
- In Hero Years …I’m Dead, CreateSpace 2010, ISBN 978-1-4774-4457-3
- Conan the Barbarian, Berkley Boulevard 2011, ISBN 978-0-425-24206-3

### Storysammlungen
- Perchance to Dream: And Other Stories, Five Star 2005, ISBN 1-59414-149-5
- Tricknomancy: A Trick Molloy Collection, Stormwolf.com 2010, ISBN 1-4848-4316-9
- Crime Tech, Stormwolf.com 2011
- Murderous Magick, Stormwolf.com 2011